# Jove Teatre Regina
El Jove Teatre Regina és un espai teatral ubicat al carrer Sèneca núm. 22 de Barcelona.
Va obrir les portes l'any 1988 i és la seu estable de la Companyia La Trepa. Especialitzat en teatre infantil i juvenil. Anteriorment havia estat Cinema Regina i Teatre Regina.

## Fons
El Centre de Documentació i Museu de les Arts Escèniques conserva 234 fotografies del Jove Teatre Regina. Es poden trobar a l'escena digital del MAE.